# Pikelinia uspallata
Pikelinia uspallata är en spindelart som beskrevs av Cristian J. Grismado 2003. Pikelinia uspallata ingår i släktet Pikelinia och familjen Filistatidae. Inga underarter finns listade i Catalogue of Life.